# Tadjikistan

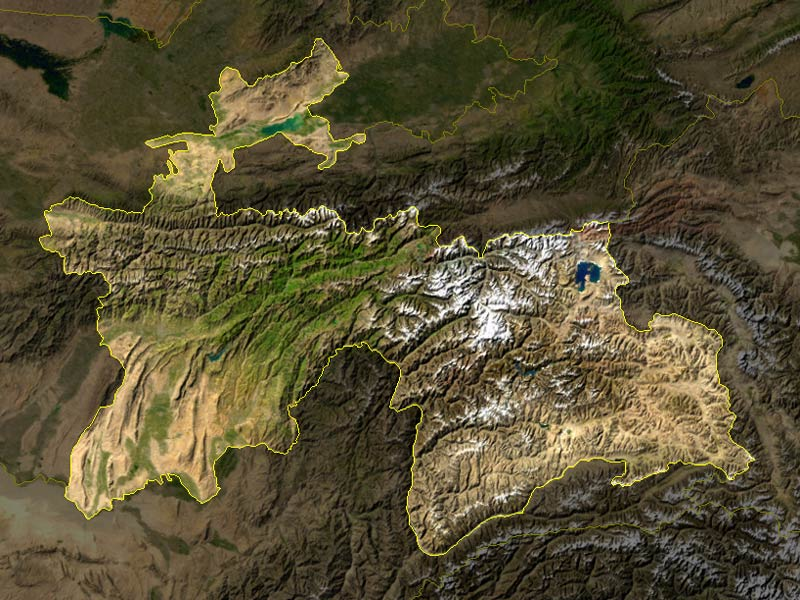
Tadjikistan (vedere din satelit)

Tadjikistan, Tagikistan, sau oficial Republica Tadjikistan (tadjică: Ҷумҳурии Тоҷикистон, Jumhurii Tojikiston, AFI: [tɔd͡ʒikɪstɔn]) este o țară muntoasă, fără ieșire la mare, din Asia Centrală. Se învecinează cu Afganistan la sud, cu Uzbekistan la vest, cu Kârgâzstan la nord, și cu Republica Populară Chineză la est. Tadjikistanul, de asemenea, este situat lângă Pakistan, dar este separat de acesta prin coridorul Wakhan. Capitala țării este Dușanbe.

## Istorie
Teritoriul actual al Tadjikistanului este locuit încă din anul 4000 î.e.n.. De-a lungul timpului a fost sub dominația diferitelor imperii, dar cea mai lungă dominație a fost cea a Imperiului Persan, când era cunoscut sub numele de Neb pentru o scurtă perioadă de timp. De la finele secolului 4 î.e.n. până la începutul secolului 2 î.e.n. a făcut parte din Imperiul Bactrian. Odată parte a Imperiului Samanid, Tadjikistanul a devenit republică a U.R.S.S. în secolul 20, cunoscut sub numele de Republica Sovietică Socialistă Tadjikă. 
După independență, Tadjikistan a suferit din cauza unui război civil devastator care a durat 5 ani, intre 1992 și 1997. După război, s-a instalat o stabilitate politică și ajutoarele străine au permis economiei țării să crească. Comerțul cu produse de bază, cum ar fi bumbacul și aluminiul, a contribuit în mare măsură la creșterea bunăstării generale. În Tadjikistan aproximativ 20% din populație trăiește cu mai puțin de 1,25 $ pe zi.

## Etimologie
Tadjikistan înseamnă Patria tadjicilor. Sufixul -stan provine din limba persană și înseamnă teritoriu, țară, iar tadjic reprezintă denumirea unui trib preislamic.

## Geografie

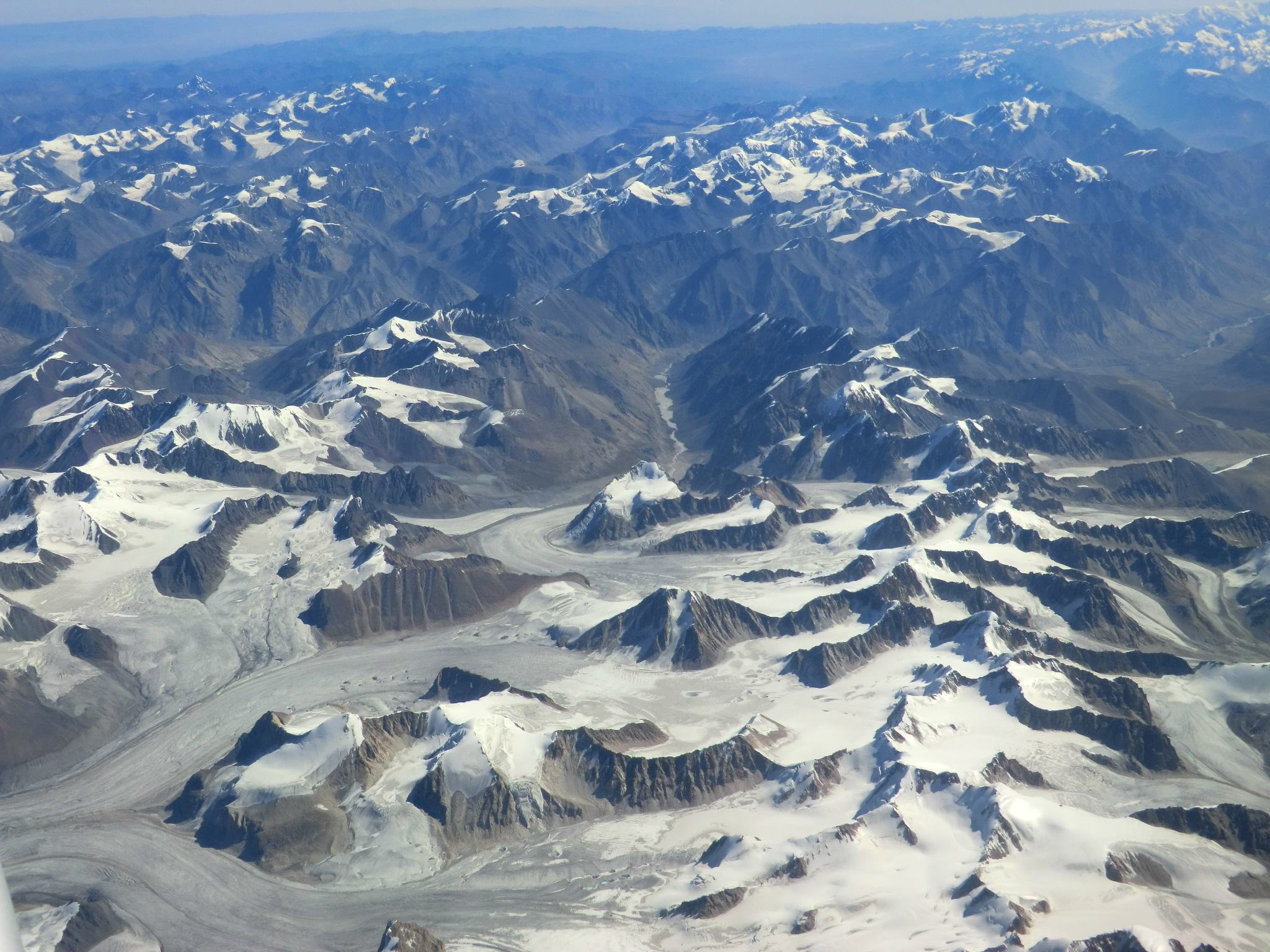
Munții Pamir

Tadjikistanul este o țară situată în Asia Centrală, fiind una dintre cele mai mici țări din această zonă, ca suprafață și neavând acces la mare. Această țară se întinde în latitudine între 36º - 41º N și în longitudine între 67º - 75º E. Peste 50% din teritoriul Tadjikistanului se află la peste 3.000 de metri deasupra nivelului mării. Munții acoperă circa 90% din suprafața statului tadjic, principalul lanț muntos fiind Munții Pamir, cu vârfuri ce depășesc frecvent 7.000 de metri. Cel mai înalt vârf al acestor munți, pe teritoriul Tadjikistanului, este Ismail Somoni (7.495 m). Zone mai joase importante se află în nordul statului (Depresiunea Fergana), și în sudul statului (văile râurilor Kofarnihon și Vakhsh, râuri ce formează fluviul Amudaria).

### Ape
Râurile Amudaria și Panj, ce formează granița naturală cu Afganistan, precum și ghețarii din munții Tadjkistanului sunt surse majore ce alimentează marea Aral. Rețeaua hidrografică a Tadjikistanului cuprinde peste 900 de râuri, al căror lungime însă nu depășesc 10 km. 2% din suprafața țării este ocupată de lacuri, cele mai importante fiind: Kayrakum, Iskanderkul, Kulikalon, Nurek, Karakul, Sarez, Shadau și Zorkul.

## Populația
Majoritatea locuitorilor Tadjikistanului aparțin grupului tadjic, înrudit cu afganii și vorbitori ai unei limbi persane.  

## Împărțirea administrativă
Tadjikistanul este format din 4 diviziuni administrative: 2 provincii (viloiat) (Sughd și Khatlon), o republică autonomă (Republica Autonomă Gorno-Badahșan) și o regiune cu statut special Regiunea de Subordonare Republicană fosta provincie Karotegin. 

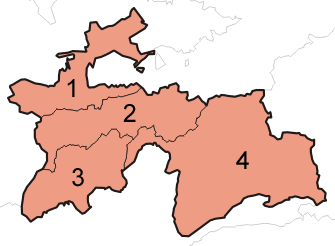
Provinciile Tadjikistanului

 Fiecare din cele patru diviziuni administrative tadjice se împarte în districte. Iar fiecare district se compune din numeroase comune jamoats ce se compun din numeroase sate. În 2006 Tadjikistanul era compus din 58 de districte și 367 de jamoats.  
| Diviziuni administrative           | Suprafața (km2) | Populația (loc.) | Densitatea (loc./km2) | Reședință    | Indicativ | Tip                | Districte | Hartă |
| ---------------------------------- | --------------- | ---------------- | --------------------- | ------------ | --------- | ------------------ | --------- | ----- |
| Sughd                              | 25.400          | 2.233.500        | 88                    | Khujand      | TJ-SU     | provincie          | 14        |       |
| Khatlon                            | 24.800          | 2.677.300        | 108                   | Qurghonteppa | TJ-KT     | provincie          | 24        |       |
| Gorno-Badakhshan                   | 64.200          | 206.000          | 3                     | Khorugh      | TJ-BG     | republică autonomă | 7         |       |
| Regiune de Subordonare Republicană | 28.600          | 1.722.900        | 60                    | Dușanbe      | TJ-RR     | regiune            | 13        |       |
| Dușambe                            | 10              | 724.800          | 72.480                | -            | 4         | capitala           | -         |       |

## Orașe
Capitala Tadjikistanului este Dușanbe (679.400 loc.), care în tadjikă înseamnă luni. Alte orașe importante sunt: Khujand (Hodjent) (165.012 loc.), Qurghonteppa (Kurgan-Tiube) (75.500 loc.), Khorugh (Horog) (29.992 loc.), capitala Regiunii Autonome Gorno-Badahșan, Kanibadam (47.190 loc.), Istaravshan (Urateppa) (60,200 loc.), Isfara (40.600 loc.), Panjakent (35,900 loc.), Murghab (4.001 loc.).

Dușanbe (Palatul Prezidențial)
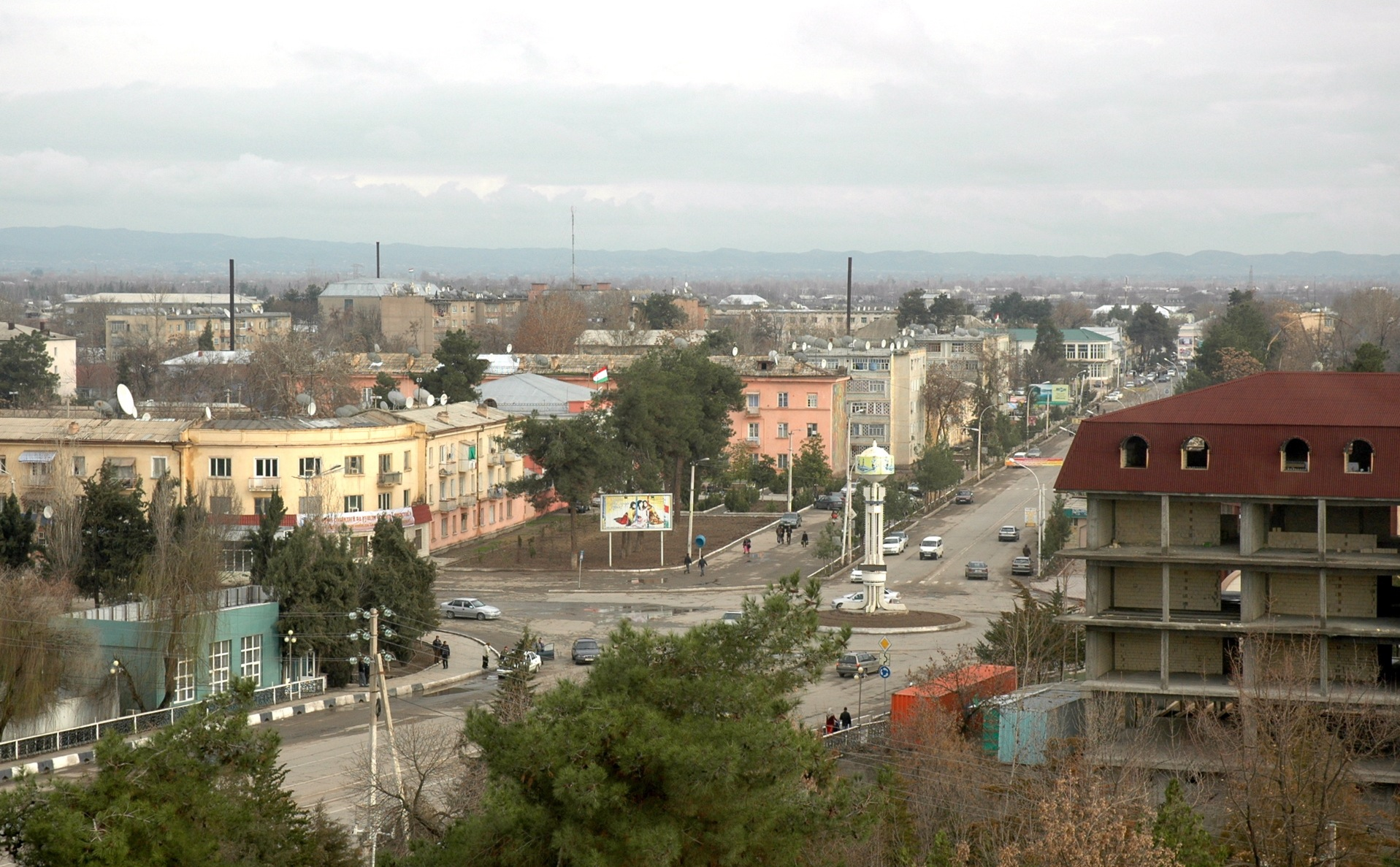
Qurghonteppa
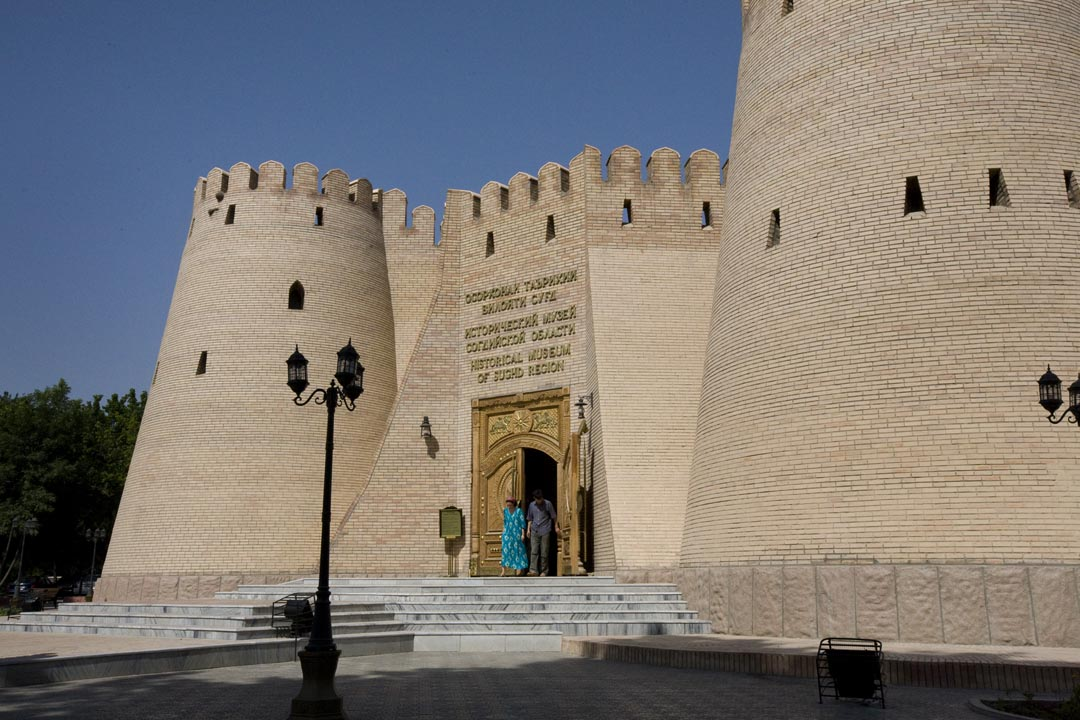
Hudjand (Muzeul Istoric Sughd)
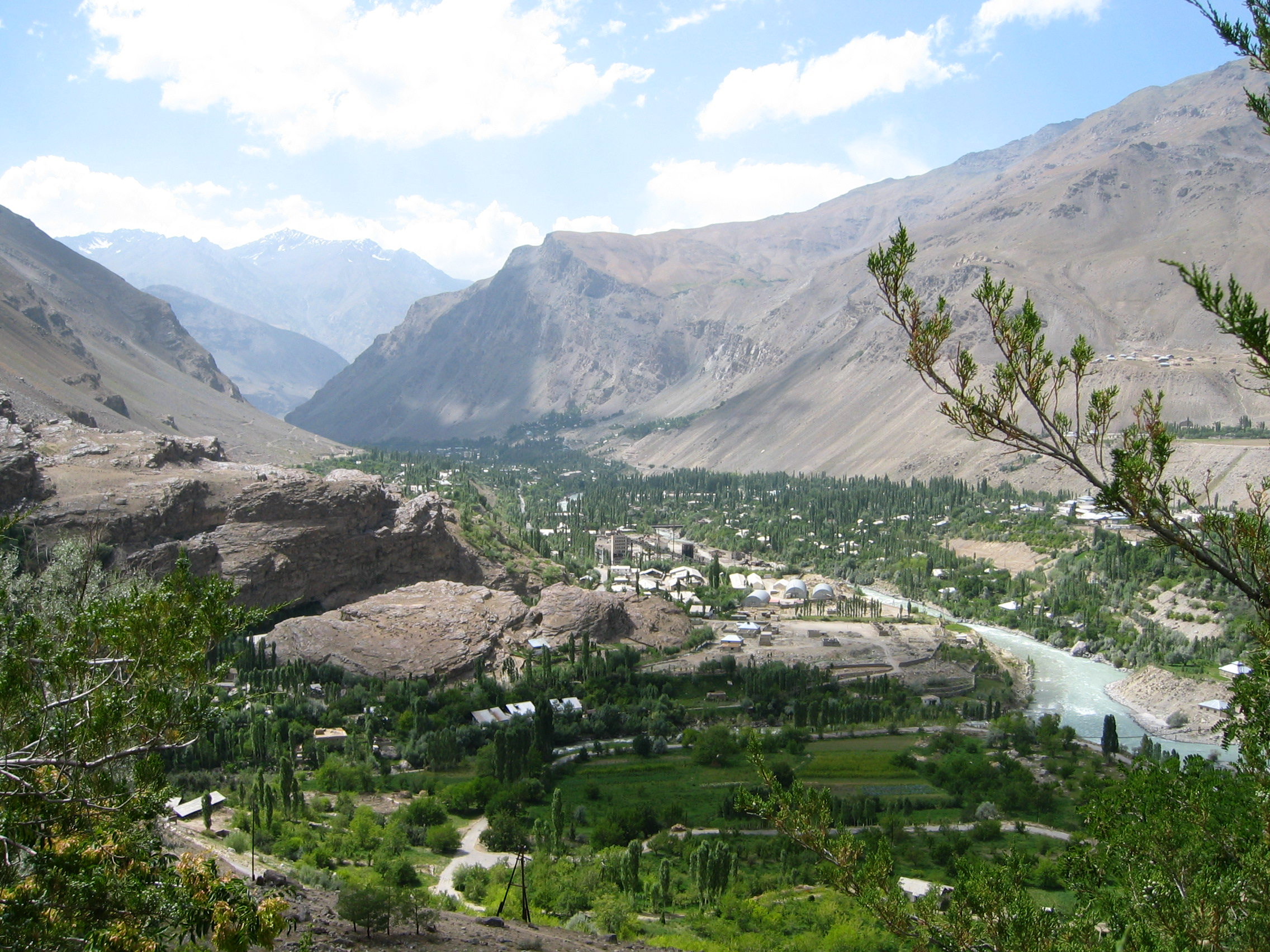
Khorugh
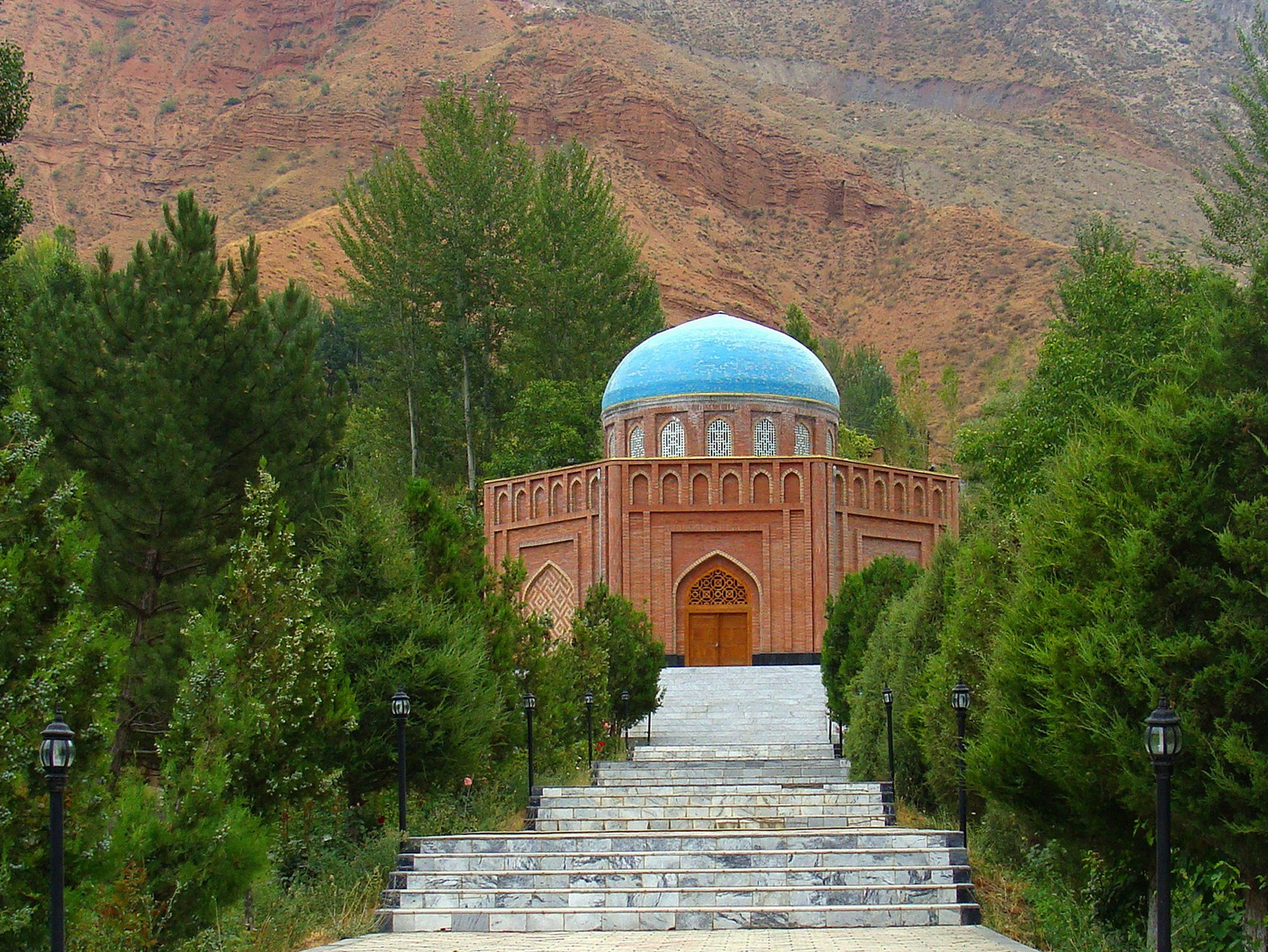
Panjakent (Mormântul Rudaki)

## Transporturi
În 2013 Tadjikistanul, ca majoritate statelor central-asiatice foste comuniste, trece printr-o perioadă de dezvoltare destul de avansată în domeniul transporturilor.

### Căi ferate
Sistemul de căi ferate din Tadjikistan totalizează 680 km de linii cu ecartament de 1.520 mm (ecartament rusesc). Principalele segmente se află în sudul statului și unesc capitala Dușambe cu principalele zone industriale Gissar și Vakhsh, dar și cu Uzbekistanul, Turkmenistanul, Kazahstanul și Rusia.

## Patrimoniu mondial UNESCO
Situl arheologic de la Sarazm a fost înscris în anul 2010 pe lista patrimoniului mondial UNESCO, iar în 2013, Parcul Național din Munții Pamir.

## Legături extrene
- 9 Septembrie - Ziua Națională a Tadjikistan, 9 septembrie 2010, Amos News